# Falsztyn
Falsztyn (słow. Falštín, węg. Falstin) – wieś w Polsce położona w województwie małopolskim, w powiecie nowotarskim, w gminie Łapsze Niżne. W latach 1975–1998 miejscowość administracyjnie należała do województwa nowosądeckiego.

## Położenie
Falsztyn znajduje się w regionie geograficznym Kotlina Nowotarska i na północnych stokach Pienin Spiskich oraz w regionie historyczno-etnograficznym Spisz. Od północy i zachodu otoczony jest wapiennymi skałami.

## Historia
Falsztyn został założony prawdopodobnie w XV wieku przez osadników niemieckich, o czym świadczy nazwa wsi, pochodząca od niem. Falkenstein, później Falkstein („Sokoli Kamień”). W 1535 roku właściciel Niedzicy Hieronim Łaski zastawił zamek niedzicki Janowi Horvathowi i rozpoczął budowę nowego zamku zwanego w dokumentach Falkenstein. W 1589 roku miejscowość należała do dóbr zamku niedzickiego. W tym samym roku istniejący tu folwark został sprzedany przez Olbrachta Łaskiego Jerzemu Horvathowi. Do 1931 roku w Falsztynie utrzymała się pańszczyzna. Badania archeologiczne świadczą, że w średniowieczu we wsi istniało opactwo, prawdopodobnie zburzone przez husytów. Niedaleko wsi, na brzegu Dunajca, znajdują się Zielone Skałki (eksklawa Pienińskiego Parku Narodowego).

## Zabytki
Obiekt wpisany do rejestru zabytków nieruchomych województwa małopolskiego.
- Zespół dworski: dwór ( skreślony 19.05.2005 r.), oficyna, czworak, pozostałość parku.

Dwór Jungenfeldów – dwór wybudowany na początku XX wieku przez właściciela Falsztyna barona Karola Jungenfelda. Po jego śmierci majątek został przejęty przez jego syna Teodora, który zmarł w 1933 roku, w wyniku wypadku samochodowego. Dwór trafił wówczas w ręce jego ciotki hrabiny Ilony Salamon (właścicielki Niedzicy). Ostatnim właścicielem majątku był jej syn Istvan. W okresie PRL-u w dworku organizowane były kolonie letnie, a w jednej z jego części mieściła się szkoła. Po 1989 roku zabudowania przeszły na rzecz Skarbu Państwa, a w roku 1996 budynek główny spłonął prawdopodobnie od uderzenia pioruna. W zespole zachowała się oficyna, w której działa szkoła, czworak, w której działa sklep, oraz zabytkowy park. Ponadto w latach 80. XX wieku mieszkańcy Falsztyna przerobili dworski spichlerz na kaplicę, a w okresie późniejszym dobudowali do niej wieżę. Obiekt był dużym ośmiopokojowym, ceglanym dworem, wzniesionym na wzgórzu, na planie prostokąta. Prawdopodobnie w jego pobliżu znajdował się XVI-wieczny zamek Falkenstein, po którym jednak nie zachowały się do dziś żadne widoczne ślady.

### Inne zabytki
- Cmentarz Jungenfeldów – zabytkowy cmentarz luterański, położny na Sokolej Skale, na którym pochowana została rodzina właścicieli Falsztyna - Jungenfeldowie[10][11].
- Zabytkowa zabudowa spiska[10].

## Kultura
We wsi jest używana gwara spiska, zaliczana przez polskich językoznawców jako gwara dialektu małopolskiego języka polskiego, przez słowackich zaś jako gwara przejściowa polsko-słowacka. Tradycyjnym ubiorem był strój spiski w odmianie kacwińskiej.